# The Wall
The Wall é o décimo primeiro álbum de estúdio da banda britânica de rock Pink Floyd. Lançado como álbum duplo em 30 de novembro de 1979 foi, posteriormente, tocado ao vivo com efeitos teatrais, além de ter sido adaptado para o cinema. É o último projeto a contar com a participação dos quatro membros que compõem a chamada formação clássica. A distribuição fonográfica se deu pela Harvest Records no Reino Unido e a cargo da Columbia Records nos Estados Unidos.
Seguindo a tendência dos três álbuns de estúdio anteriores da banda, The Wall é um álbum conceitual, tratando de temas como abandono e isolamento pessoal. Foi concebido, inicialmente, durante a turnê In the Flesh, em 1977, quando a frustração do baixista e letrista Roger Waters para com seus espectadores tornou-se tão aguda que ele se imaginou construindo um muro entre o palco e o público. The Wall é uma ópera rock centrada em Pink, um personagem fictício baseado em Waters. As experiências de vida de Pink começam com a perda de seu pai durante a Segunda Guerra Mundial, e continuam com a ridicularização e o abuso de seus professores, com sua mãe superprotetora e, finalmente, com o fim de seu casamento. Tudo isso contribui para uma autoimposta isolação da sociedade, representada por uma parede metafórica.
The Wall contém um estilo mais duro e teatral do que os lançamentos anteriores do Pink Floyd. O tecladista Richard Wright deixou a banda durante a produção do álbum, embora tenha continuado no processo de gravação como um músico pago, apresentando-se com o grupo na turnê The Wall. Comercialmente bem-sucedido desde o seu lançamento, o álbum foi um dos mais vendidos de 1980 e vendeu mais de 11,5 milhões de unidades nos Estados Unidos, atingindo a primeira posição da Billboard. Um dos singles lançados, "Another Brick in the Wall, Part 2", esteve em várias paradas ao redor do mundo. Em 2003, a revista Rolling Stone listou The Wall na 87.ª posição em sua lista dos 500 melhores álbuns de todos os tempos.

## Antecedentes
A In the Flesh Tour foi a primeira turnê da banda em grandes estádios. Em julho de 1977, no último show, realizado no Estádio Olímpico de Montreal, um pequeno grupo de fãs barulhentos que estavam perto do palco irritou Roger Waters, gritando sugerindo músicas, e quando um deles gritou "toque 'Careful With That Axe', Roger!" o baixista cuspiu em um deles. Mais tarde, naquela noite, ao voltar do hospital para tratar uma lesão sofrida no pé, o músico conversou com o produtor musical Bob Ezrin, e um amigo dele, um psiquiatra, sobre os sentimentos de alienação que ele estava tendo na turnê. Ele articulou o seu desejo de isolar-se construindo um muro no palco, separando a banda do público. Mais tarde, Roger disse: "Eu odiava tocar em estádios... Eu dizia para as pessoas sobre essa turnê, 'Eu realmente não estou gostando disso... há algo muito errado com isso.'"  
além disso, a banda havia uma tecnologia de "guarda-chuvas automáticos" usados na turnê, que - segundo o livro de Nick Mason Inside Out: A Personal History of Pink Floyd - emergiam do chão quando precisavam. em uma das datas, David, num acesso de raiva, quebrou um deles, e em outra, Richard quase sufocou-se em um desses.
Enquanto Gilmour e Wright estavam na França gravando os álbuns David Gilmour e Wet Dream, e Nick Mason estava ocupado produzindo o álbum Green, de Steve Hillage, Waters começou a produzir novas canções para o Pink Floyd. O incidente da turnê deu o ponto de partida para um novo conceito, que explorou o isolamento do protagonista depois de anos de interações traumáticas com figuras de autoridade e a perda de seu pai quando criança. O conceito de The Wall era tentar analisar a situação psicológica do artista, usando uma estrutura física como um dispositivo metafórico e teatral.

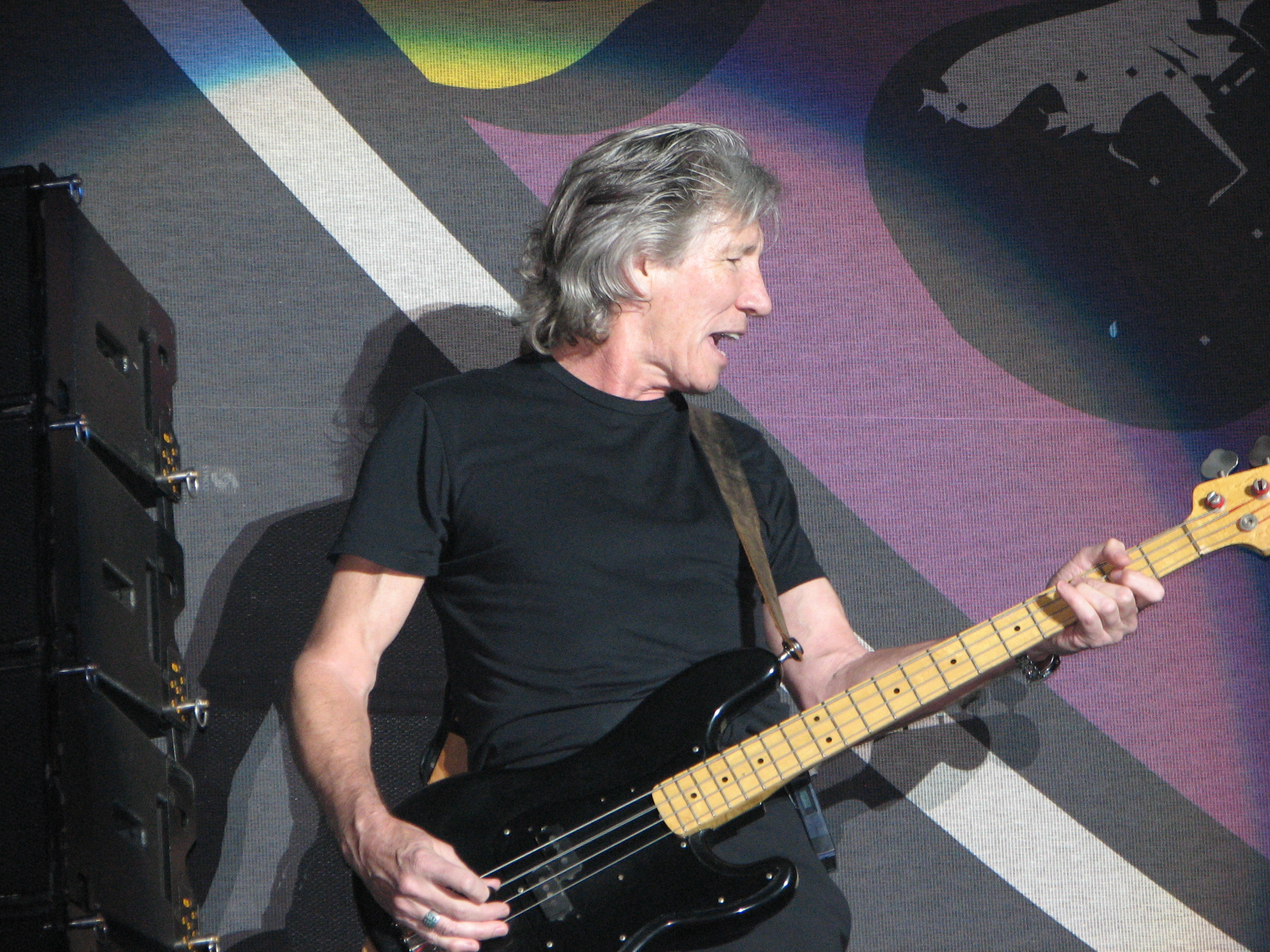
O conceito do álbum foi criado pelo baixista Roger Waters.

Em julho de 1978, a banda se reuniu no Britannia Row Studios, onde Waters apresentou duas novas ideias para álbuns conceituais. A primeira foi uma demonstração de noventa minutos com o título Bricks in the Wall. O segundo, um projeto sobre os sonhos de um homem em uma noite, que lidavam com o casamento, sexo, e os prós e contras da monogamia e da vida familiar versus a promiscuidade. A primeira opção foi escolhida pelo grupo para ser o novo projeto do Pink Floyd, enquanto a segunda ideia - na qual a gravadora havia gostado mais - se tornou um esboço para o primeiro disco solo de Roger em 1984, um álbum conceitual intitulado The Pros and Cons of Hitch Hiking.
Em setembro, a banda estava passando por dificuldades financeiras. A Norton Warburg Group (NWG) tinha investido cerca de três milhões de libras (quase 14 milhões no valor contemporâneo) do grupo em capital de risco para reduzir as suas obrigações fiscais. A estratégia falhou, deixando a banda enfrentando altas taxas fiscais, que chegava a até 83 por cento. O Pink Floyd terminou seu relacionamento com a NWG, exigindo a devolução de fundos não investidos. A banda, assim, precisava urgentemente produzir um álbum para ganhar dinheiro. Devido ao projeto de 26 faixas ter apresentado um desafio maior do que os álbuns anteriores da banda, Waters decidiu trazer um produtor externo. Mais tarde, disse: "Eu precisava de um colaborador que estivesse em um lugar musicalmente e intelectualmente semelhante aonde eu estava."
Por sugestão da então namorada de Waters, Carolyne Christie, que havia trabalhado como secretária de Ezrin, a banda o contratou para coproduzir o álbum. Desde o início, Waters deixou Ezrin em dúvida quanto a quem estava no comando: "Você pode escrever o que quiser, só não espere qualquer crédito." Ezrin e Gilmour leram o conceito de Roger, mantendo o que eles gostaram e descartando o que eles achavam que não estava bom o suficiente. O baixista e Ezrin trabalharam principalmente sobre a história, melhorando o conceito. Seu script de quarenta páginas foi apresentado ao resto da banda, com resultados positivos: "No dia seguinte, no estúdio, tivemos uma mesa de leitura, como você faria em um jogo, mas com toda a banda, e os olhos de todos brilharam, porque eles poderiam ver o álbum." Ele ampliou a história, distanciando-a da obra autobiográfica que Waters tinha escrito, baseando-se em um composto, ou um personagem chamado Pink.
O engenheiro Nick Griffiths disse, mais tarde, a respeito do produtor canadense: "Ezrin foi muito bom em The Wall, porque ele conseguiu puxar a coisa toda em conjunto. Ele é um cara muito forte. Houve muita discussão entre Roger e Dave sobre como ele deve soar, e ele preencheu a lacuna entre eles." Waters escreveu a maior parte do material do álbum, dividindo com Gilmour os créditos em "Comfortably Numb", "Run Like Hell", e "Young Lust", e com Erzin "The Trial".

## Conceito e história

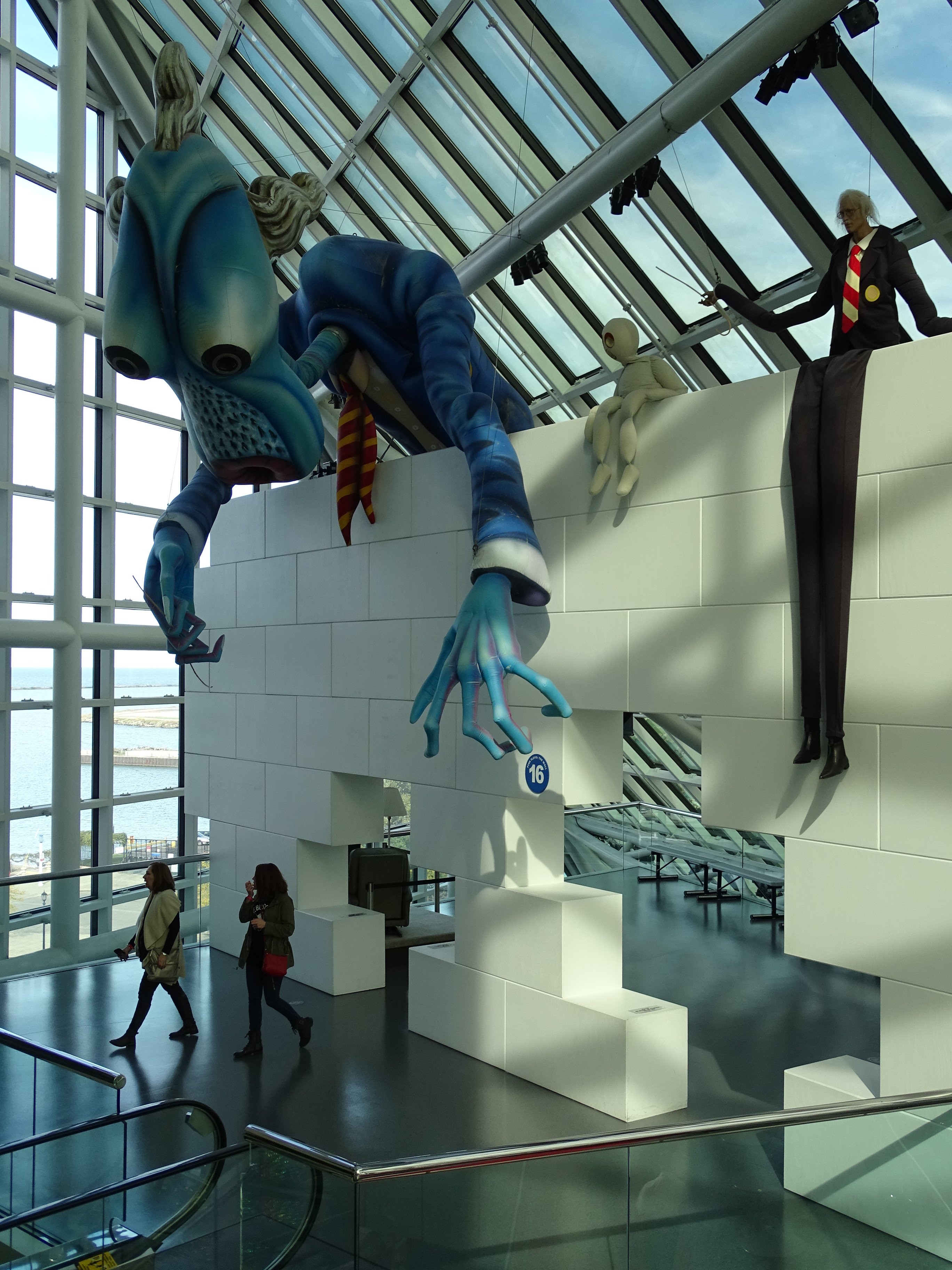
Exposição sobre The Wall no Hall da Fama do rock mostra Pink (no meio) em cima do muro ao lado de duas versões do professor.

The Wall é uma ópera rock que explora o abandono e o isolamento, simbolizada por uma parede metafórica. As músicas tratam a história de vida do protagonista Pink, baseado em Roger Waters. A narrativa inicia-se pela sua infância com a ausência do pai, morto durante a Segunda Guerra Mundial. Pink é oprimido pela mãe superprotetora, e atormentado na escola por professores tirânicos, autoritários e abusivos. Cada um desses traumas se tornam os "tijolos no muro". O protagonista se torna uma estrela do rock e suas relações são marcadas por infidelidade, uso de drogas, e explosões de violência. Como seu casamento desmorona, ele termina a construção de seu muro, completando o seu isolamento do contato humano.
Escondido atrás de sua parede, a crise de Pink aumenta e culmina em uma performance alucinante no palco. Nela, ele acredita ser um ditador fascista. Envolvido por culpa, ele se coloca em julgamento, onde seu juiz interior ordena-lhe que mande abaixo o seu próprio muro e se abra para o mundo exterior. O álbum inclui várias referências ao ex-membro da banda, Syd Barrett. A canção "Nobody Home" sugere a sua condição durante a turnê do Pink Floyd nos Estados Unidos abortada de 1967, com letras como "selvagens, olhos arregalados". "Comfortably Numb", por sua vez, foi inspirada por injeções de relaxante muscular em Waters para combater os efeitos da hepatite durante a In the Flesh Tour. A canção "Vera"  faz referência à letra de "We'll Meet Again", bem como à própria Vera Lynn.

## Gravação
The Wall foi gravado em vários locais. Na França, o Super Bear Studios foi usado entre janeiro e julho de 1979, com Waters gravando seus vocais perto dali, no estúdio Miraval. Michael Kamen supervisionou os arranjos orquestrais no CBS Studios, em Nova York, em setembro. Ao longo dos próximos dois meses a banda utilizou o Cherokee Studios e The Recorder Village, em Los Angeles. Um plano para trabalhar com os Beach Boys no Sundance Productions em Los Angeles foi cancelado. Durante uma semana em novembro, os músicos trabalharam no Producers Workshop, também em Los Angeles.
James Guthrie, recomendado por Alan Parsons, antigo colaborador da banda, chegou no início do processo de produção. Ele substituiu o engenheiro Brian Humphries, emocionalmente drenado por seus cinco anos com a banda. Guthrie foi contratado como coprodutor, mas não tinha consciência do papel de Ezrin: "Eu me vi como um novo e quente produtor... Quando chegamos, eu acho que nós dois sentimos que tínhamos sido separados para fazer o mesmo trabalho." As primeiras sessões no Britannia Row foram carregadas de emoção, pois Ezrin, Guthrie e Waters tinham ideias fortes sobre a direção que o álbum iria tomar. Pelo fato das relações internas entre o quarteto estarem em baixa, e o papel de Ezrin se expandiu como uma ponte entre Roger e os outros três integrantes do Pink Floyd.
Como o Britannia Row foi inicialmente considerado um estúdio inadequado para The Wall, a banda atualizou muito do seu equipamento. Mais tarde, em março, uma série de demos estavam feitas. No entanto, a antiga relação do grupo com a NWG colocou-os em risco de falência, e eles foram aconselhados a deixar o Reino Unido antes de 6 de abril de 1979, por um período mínimo de um ano. Como na época não residentes não pagavam impostos no Reino Unido, dentro de um mês todos os quatro membros e suas famílias haviam deixado o país. Waters mudou-se para a Suíça, Mason para a França, e Gilmour e Wright para ilhas gregas. Alguns equipamentos do Britannia Row foram realocados para o Super Bear Studios, perto de Nice.
Pelo fato de Gilmour e Wright terem gravado seus discos solo no início de 1978 no Super Bear, estavam familiarizados com o estúdio e gostavam de sua atmosfera. Mason, mais tarde, mudou-se para perto da casa de Waters, perto de Vence, enquanto Ezrin ficou em Nice. A pontualidade de Ezrin causou problemas com a agenda apertada de Waters. As partes de Ezrin sobre os royalties foi menor do que o resto da banda e ele viu Roger como um bully, especialmente quando o baixista zombava dele pela sua menor parte dos royalties. Ezrin admitiu mais tarde que ele tinha problemas conjugais e não estava "na melhor forma emocionalmente".
Mais problemas tornaram-se aparentes quando a relação de Roger com Wright quebrou. Os quatro raramente iam juntos ao estúdio. Ezrin, Guthrie e Mason previamente gravaram faixas juntos, e Guthrie também trabalhou com Waters e Gilmour durante o dia, retornando à noite para receber as contribuições de Wright. Wright, preocupado com o efeito que a adesão de Ezrin teria nas relações internas da banda, estava ansioso para ter o crédito de produtor no álbum. Até aquele momento, todos álbuns da banda tinham créditos de produção para todo o Pink Floyd. Waters concordou com um período experimental com a produção de Wright. No entanto, depois de algumas semanas, ele e Ezrin expressaram sua insatisfação com os métodos do tecladista. Gilmour também expressou sua irritação, queixando-se que a falta de Wright estava "deixando-os todos loucos".
Wright também tinha seus próprios problemas. Na época, o artista enfrentava crises em seu casamento e vivia o início de sintomas depressivos. As férias da banda foram reservadas para agosto, depois que eles estavam para se reunir no Cherokee Studios em Los Angeles, mas a Columbia ofereceu à banda um melhor negócio em troca do lançamento do álbum no Natal. Waters, portanto, aumentou a carga de trabalho da banda. Ele também sugeriu a gravação em Los Angeles dez dias antes que o acordado, e contratar outro tecladista para trabalhar ao lado de Wright, cujas partes de teclado ainda não haviam sido registradas. Wright, no entanto, recusou-se a diminuir suas férias em Rodes.

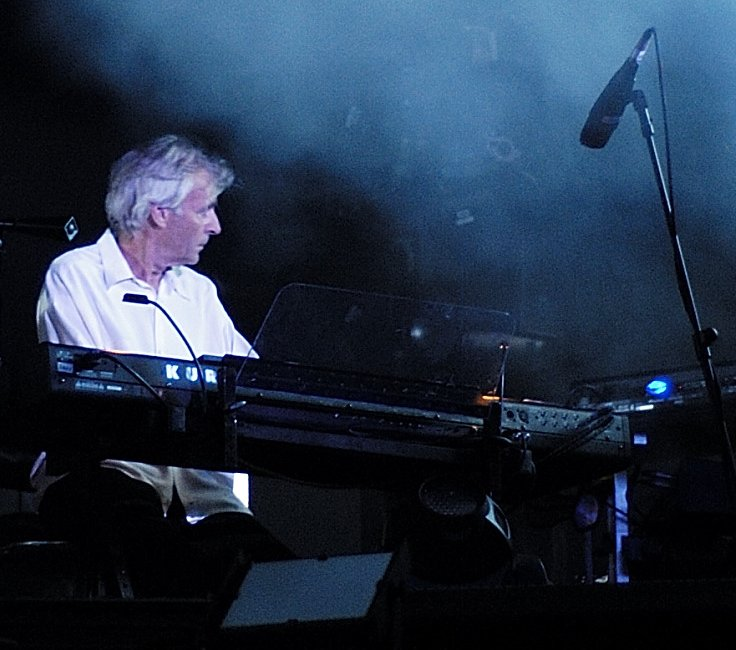
O tecladista Richard Wright acabou deixando a banda durante as gravações.

Em sua autobiografia, Inside Out, Mason diz que Waters chamou O'Rourke, que estava viajando para os Estados Unidos no QE2, e disse-lhe que queria Wright fora da banda quando ele (Waters) chegasse a Los Angeles para mixar o álbum. Em outra versão, gravada por um historiador da banda, Waters chamou O'Rourke e pediu-lhe para falar com Wright sobre os novos arranjos de gravação, a que Wright supostamente respondeu "Diga a Roger para se foder ..." Wright não concordou com essa narrativa, afirmando que a banda concordou em gravar apenas durante a primavera e início do verão, e que não tinha ideia de que eles estavam tão atrasados.
Mason escreveu mais tarde que Waters estava "chocado e furioso", e sentiu que Wright não estava fazendo o suficiente para ajudar a completar o álbum. Gilmour estava de férias em Dublin, quando soube dos acontecimentos, e tentou acalmar a situação. Mais tarde, conversou com Wright e deu-lhe seu apoio, mas lembrou-lhe sobre sua contribuição mínima para o álbum. Waters, entretanto, insistiu na saída de Wright, mas ele se recusava a liberar The Wall. Vários dias depois, preocupado com sua situação financeira, Wright saiu. A notícia da sua partida foi ignorada pela imprensa musical. Embora seu nome não tenha aparecido em qualquer parte do álbum original, o tecladista foi contratado como músico da banda na The Wall Tour.
Em agosto de 1979, Wright concluiu as suas funções no Cherokee Studios. O instrumentista foi auxiliado pelos músicos de sessão Peter Wood e Fred Mandel. Jeff Porcaro tocou bateria no lugar de Mason em "Mother". Com seu dever completo, Mason deixou a mixagem final para Waters, Gilmour, Ezrin e Guthrie, e viajou para Nova York para gravar seu primeiro álbum solo, Nick Mason's Fictitious Sports. Em antecipação do seu lançamento, limitações técnicas levaram a algumas mudanças que estavam sendo feitas no conteúdo do The Wall, com "What Shall We Do Now?" sendo substituída pela semelhante, mas mais curta, "Empty Spaces", enquanto "Hey You" foi movida de seu lugar original no final do lado três para o começo. Com o prazo de novembro de 1979 se aproximando, a banda deixou as incorretas capas internas do álbum inalteradas.

### Instrumentação
As primeiras sessões de Mason foram realizadas em um espaço aberto no piso superior do Britannia Row Studios. As gravações de dezesseis faixas foram misturadas e copiadas para 24 master tracks como uma guia para o resto da banda tocar depois. Isso deu aos engenheiros uma maior flexibilidade, mas também melhorou a qualidade do áudio final, com as gravações originais dos dezesseis canais de bateria sendo finalmente sincronizados com a master de 24 canais. Assim, a guia duplicada das faixas foi removida.
No Super Bear, Waters havia concordado com a sugestão de Ezrin, de que várias faixas, incluindo "Nobody Home", "The Trial" e "Comfortably Numb", deveriam ter um acompanhamento orquestral. Michael Kamen, que já havia trabalhado com David Bowie, foi reservado para supervisionar esses arranjos, que foram executadas por músicos da Filarmônica de Nova Iorque, Sinfônica de Nova York e um coral da Opera de Nova York. Suas sessões foram gravadas na CBS Studios, em Nova York, apesar do Pink Floyd não estar presente. Kamen finalmente conheceu a banda uma vez a gravação foi concluída.
"Comfortably Numb" tem suas origens em um solo de Gilmour apresentado em seu álbum de estreia, e foi a fonte de muita discussão entre ele e Waters. Ezrin alegou que a canção inicialmente surgiu como "... registro de Roger, sobre Roger, por Roger", embora ele achasse que precisava de mais trabalho. O baixista reescreveu a canção e acrescentou mais letras para o refrão. No entanto, a gravação não foi do agrado de Gilmour. Após uma longa discussão em um restaurante de North Hollywood, os dois concordaram; o corpo da canção acabou incluindo o arranjo orquestral, com solo de guitarra de Gilmour.
A faixa "Bring the Boys Back Home" apresenta um time de 36 bateristas, que foram reunidos por Bleu Ocean. Na época da gravação, ele havia convidado Jordan Rudess, hoje tecladista da banda de metal progressivo Dream Theater, para ser parte da equipe. Jordan chegou a se apresentar no estúdio, uma vez que andava tocando bateria naquele tempo, mas sua performance foi rejeitada pelo produtor Bob Ezrin.

### Efeitos e vozes
Ezrin e Waters supervisionaram a captura de vários efeitos sonoros utilizados no álbum. Waters gravou o telefonema usado na demo original de "Young Lust", mas esqueceu de informar seu destinatário; Mason assumiu que se tratava de um trote e desligou o telefone com raiva. A chamada é uma referência direta a um incidente da banda na turnê Flesh, quando uma chamada de Roger à sua ex-esposa Judy foi atendida por um homem. O baixista também registrou os sons do ambiente em Hollywood Boulevarde e o engenheiro Phil Taylor gravou alguns dos ruídos de pneus em "Run Like Hell" de um parque de estacionamento do estúdio, e um aparelho de televisão sendo destruído foi usado em "One of My Turns". De volta ao Reino Unido no Britannia Row Studios, Nick Griffiths gravou a destruição de louças para a mesma canção. Várias transmissões de televisão foram usadas no álbum e um ator, reconhecendo a sua própria voz, aceitou um acordo financeiro com o grupo no lugar de uma ação legal contra eles.
O professor maníaco presente em todo o álbum foi dublado por Waters, e a atriz Trudy Young forneceu a voz da groupie. Os backing vocals foram realizadas por uma gama de artistas, apesar de uma aparência planejada pelos Beach Boys em "The Show Must Go On" e "Waiting for the Worms", que foi cancelado por Waters. Ezrin sugeriu liberar "Another Brick in the Wall part II" como um single com uma batida disco, que inicialmente Gilmour não gostava, embora Mason e Waters estarem mais entusiasmados com a canção. O baixista foi originalmente contra a ideia de lançar um single, mas tornou-se mais receptivo, uma vez que ele ouviu a mixagem de Ezrin e Guthrie da canção. Com dois versos idênticos, a canção foi enviada para Griffiths, em Londres, juntamente com um pedido para que encontrasse grupos de crianças para a execução de várias versões das letras. Griffiths conversou com Alun Renshaw, diretor de música na escola próxima do Islington Green, que estava mais do que entusiasmado com a ideia: "Eu queria fazer música relevante para as crianças — não apenas ficar sentado ouvindo Tchaikovsky. Eu pensei que as letras eram grandes — "Nós não precisamos de nenhuma educação, não precisamos de nenhum controle de pensamento ..." Eu apenas pensei que seria uma experiência maravilhosa para as crianças.
Griffiths primeiro gravou com pequenos grupos de alunos e, em seguida, convidou mais, dizendo-lhes para usar um sotaque cockney, e gritar, em vez de cantar. A voz do coral foi sobreposta doze vezes para dar a impressão que havia mais gente cantando e depois foi enviada para Los Angeles. O resultado foi que Waters estava "radiante", e a canção foi lançada, tornando-se um hit número um de Natal. Houve alguma controvérsia quando a imprensa britânica informou que as crianças não tinham sido pagas por seus esforços, mas depois cada uma recebeu uma cópia do álbum, e a escola recebeu uma doação de mil libras (4560 libras em valor contemporâneo).

## Projeto gráfico
A capa é uma das mais simples do Pink Floyd. Contém uma parede de tijolos brancos e nenhum texto. Waters tinha deixado de falar com o designer da Hipgnosis, Storm Thorgerson, alguns anos antes, quando tinha incluído a capa de Animals em seu livro Walk Away Rene, e The Wall é, portanto, a primeira capa de álbum do Pink Floyd desde The Piper at the Gates of Dawn a não ser criada pela agência. Alguns lançamentos incluiriam o famoso letreiro manuscrito do nome da banda e título do álbum pelo cartunista Gerald Scarfe. Scarfe, que tinha feito anteriormente alguns segmentos de animação para a banda para a In the Flesh Tour, também fez a arte dentro do vinil, e em etiquetas de registros do álbum que mostra a parede em vários estágios de construção, acompanhados por personagens da história.

## Lançamento e recepção
| Críticas profissionais               | Críticas profissionais |
| Avaliações da crítica                | Avaliações da crítica  |
| Fonte                                | Avaliação              |
| ------------------------------------ | ---------------------- |
| AllMusic                             | [ 66 ]                 |
| The Daily Telegraph                  | [ 67 ]                 |
| The Great Rock Discography           | 9/10                   |
| MusicHound                           | 5/5                    |
| The Rolling Stone Album Guide        | [ 70 ]                 |
| Smash Hits                           | 8/10                   |
| Sputnikmusic                         | 5/5                    |
| The Village Voice                    | B-                     |
| Virgin Encyclopedia of Popular Music | [ 68 ]                 |

Quando o álbum foi tocado na íntegra em uma assembleia de executivos na sede da Columbia na Califórnia, muitos alegaram que não ficaram impressionados com o que ouviram. A situação envolvia questões que não tinham sido solucionadas pelo fato da Columbia Records ter oferecido a Waters uma menor parte dos royalties, alegando que The Wall era um álbum duplo, algo que ele não aceitou. Quando um executivo sugeriu para resolver o problema com um sorteio, o baixista perguntou por que motivo ele deveria apostar em algo que ele possuía. Roger finalmente prevaleceu. As preocupações da empresa diminuíram quando "Another Brick in the Wall, Part 2" atingiu a primeira posição no Reino Unido, Estados Unidos, Portugal, Noruega, Israel, Alemanha Ocidental e África do Sul. O single foi disco de platina no Reino Unido em dezembro de 1979, e nos EUA três meses mais tarde.
The Wall foi lançado no Reino Unido e nos EUA em 30 de novembro de 1979. Coincidindo com o seu lançamento, Waters foi entrevistado pelo veterano DJ Tommy Vance, que tocou o álbum na íntegra na BBC Radio 1. As opiniões variaram. O escritor da Rolling Stone Kurt Loders escreveu "uma síntese impressionante de Waters por obsessões temáticas agora familiares" e a Melody Maker: "Eu não tenho certeza se é brilhante ou terrível, mas acho que é totalmente convincente."
No entanto, o álbum ficou no topo das paradas da Billboard por quinze semanas, e em 1999 foi certificado de platina 23x. Continua sendo um dos álbuns mais vendidos nos Estados Unidos. Entre 1979 e 1990 vendeu mais de dezenove milhões de cópias mundialmente. É o segundo álbum mais vendido do Pink Floyd, apenas atrás de The Dark Side of the Moon (1973). O trabalho do engenheiro James Guthrie foi recompensado em 1980 com um Grammy de Melhor Gravação (não clássica). The Wall está na 87.ª posição na lista dos 500 melhores álbuns de todos os tempos, publicada pela revista Rolling Stone no ano de 2003.

## Concertos

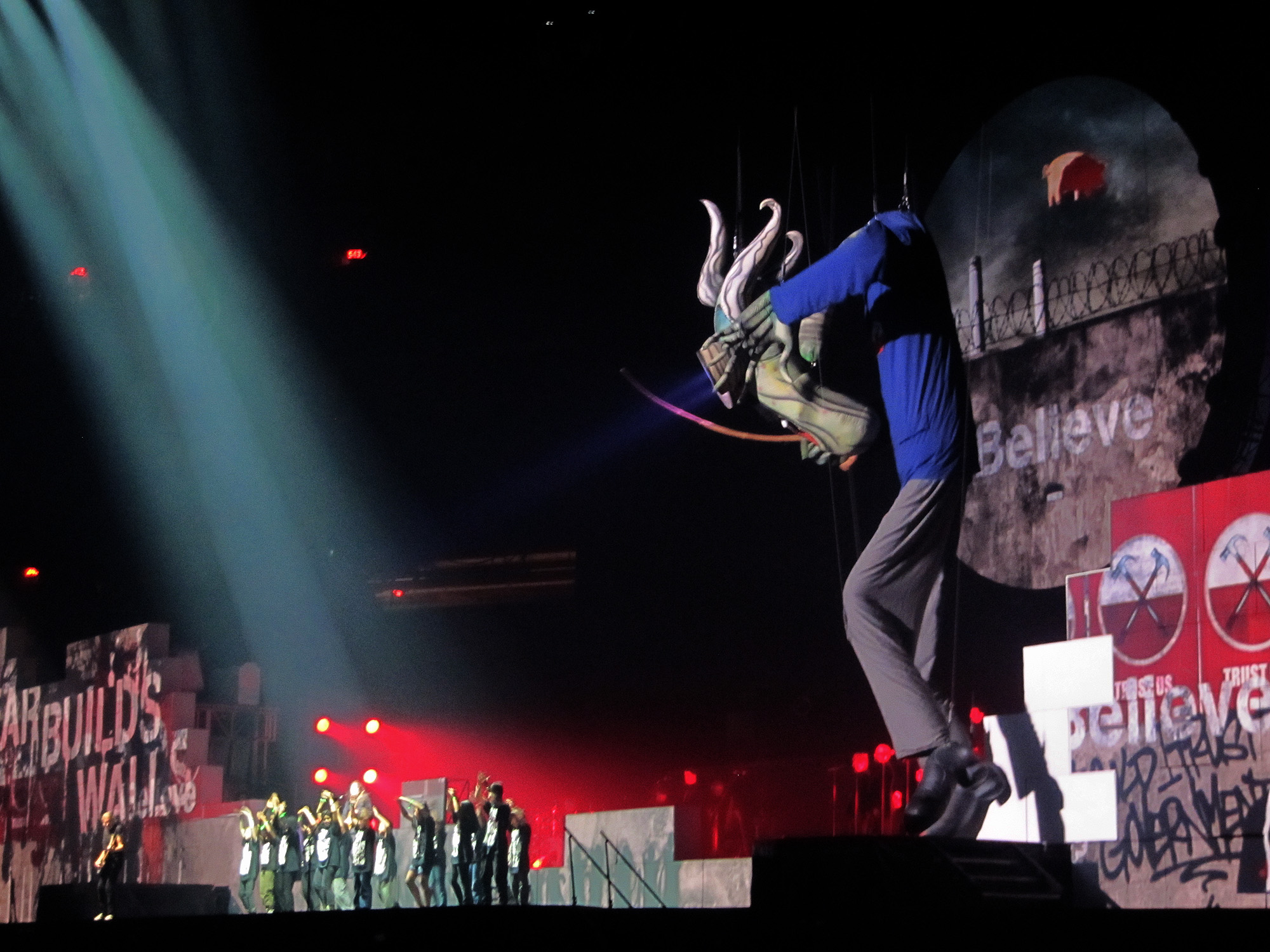
Boneco gigante do professor durante o The Wall Live em 2012.

Durante cada show da The Wall Tour, um muro de doze metros de tijolos de cartolina era gradualmente construído entre a banda e o público. Lacunas permitiram que os espectadores vissem várias cenas na história, como animações feitas por Scarfe sendo projetadas nas partes concluídas do muro. Vários personagens da história foram feitos como insufláveis gigantes, incluindo um porco, devidamente equipado com um logotipo composto por martelos cruzados. A turnê começou no Los Angeles Memorial Sports Arena em 7 de fevereiro de 1980. Um dos seus elementos mais notáveis foi a apresentação da banda em "Comfortably Numb". Enquanto Waters cantava seu verso de abertura em frente ao muro, Gilmour esperava na escuridão, em cima do muro, por sua sugestão. Quando chegava sua hora de cantar, luzes azuis e brancas brilhantes de iluminavam ele de repente, surpreendendo o público. No fim do show o muro era derrubado. Junto com as canções do álbum, a banda tocava também "The Last Few Bricks", antes de "Goodbye Cruel World".
Scarfe foi contratado para uma série de animações para The Wall. Em seu estúdio, localizado em Londres, foi montado um time de quarenta animadores para criar uma série de visões negativas sobre o futuro, incluindo uma pomba da paz explodindo para revelar uma águia, um professor, e a mãe de Pink. Durante a turnê, as relações internas entre os membros estavam em uma situação crítica. Waters ficava mais isolado, usando seu próprio veículo para chegar ao local, e ficando em hotéis separados do resto da banda. Wright, voltando a exercer as suas funções como um músico contratado, foi o único membro da banda a lucrar com a turnê, que teve um prejuízo de cerca de £ 400 000.
As animações de Scarfe também eram para ter sido usadas no filme baseado no álbum, acompanhado ao vivo filmagens dos shows. No entanto, a proposta provou ser muito pouco prático para o filme. Alan Parker concordou em dirigir o filme que seu amigo Waters escreveu.
Em 1990, Roger e o produtor Tony Hollingsworth criaram o The Wall Live in Berlin, show para caridade realizado no lugar que era ocupado pelo Muro de Berlin. No concerto, que teve um público de 350 000 pessoas, houve a participação de vários artistas, como Scorpions, Cyndi Lauper, Sinéad O'Connor e Bryan Adams. O palco tinha um comprimento de 170 metros, e o muro, 25 metros de altura. Já entre 2010 e 2013, Waters realizou uma turnê mundial intitulada The Wall Live. O palco, que usou uma tecnologia de ponta, com projeção de imagens em alta qualidade em um muro ainda maior, além de vários efeitos especiais custou 37 milhões de libras. No total, foram 219 shows, arrecadando um total de $458,6 milhões de dólares, se tornando a quinta com mais bilheteria na história. Gilmour e Manson tocaram juntos em um show em Londres no The O2.

## Faixas
Todas as canções escritas por Roger Waters, exceto quando indicado.
| Lado 1 (primeiro vinil) |                                       |                |                       |         |  |
| N.º                     | Título                                | Compositor(es) | Vocais principais     | Duração |  |
| 1.                      | "In the Flesh?"                       |                | Waters                | 3:19    |  |
| 2.                      | "The Thin Ice"                        |                | David Gilmour, Waters | 2:27    |  |
| 3.                      | "Another Brick in the Wall (Part I)"  |                | Waters                | 3:21    |  |
| 4.                      | "The Happiest Days of Our Lives"      |                | Waters                | 1:46    |  |
| 5.                      | "Another Brick in the Wall (Part II)" |                | Gilmour, Waters       | 3:21    |  |
| 6.                      | "Mother"                              |                | Gilmour, Waters       | 5:36    |  |

| Lado 2 (primeiro vinil) |                                        |                 |                   |         |  |
| N.º                     | Título                                 | Compositor(es)  | Vocais principais | Duração |  |
| 1.                      | "Goodbye Blue Sky"                     |                 | Gilmour           | 2:45    |  |
| 2.                      | "Empty Spaces"                         |                 | Waters            | 2:10    |  |
| 3.                      | "Young Lust"                           | Gilmour, Waters | Gilmour           | 3:25    |  |
| 4.                      | "One of My Turns"                      |                 | Waters            | 3:35    |  |
| 5.                      | "Don't Leave Me Now"                   |                 | Waters            | 4:16    |  |
| 6.                      | "Another Brick in the Wall (Part III)" |                 | Waters            | 1:14    |  |
| 7.                      | "Goodbye Cruel World"                  |                 | Waters            | 1:13    |  |

| Lado 3 (segundo vinil) |                               |                 |                   |         |  |
| N.º                    | Título                        | Compositor(es)  | Vocais principais | Duração |  |
| 1.                     | "Hey You"                     |                 | Gilmour, Waters   | 4:40    |  |
| 2.                     | "Is There Anybody Out There?" |                 | Waters            | 2:44    |  |
| 3.                     | "Nobody Home"                 |                 | Waters            | 3:26    |  |
| 4.                     | "Vera"                        |                 | Waters            | 1:35    |  |
| 5.                     | "Bring the Boys Back Home"    |                 | Waters            | 1:21    |  |
| 6.                     | "Comfortably Numb"            | Gilmour, Waters | Gilmour, Waters   | 6:24    |  |

| Lado 4 (segundo vinil) |                         |                   |                   |         |  |
| N.º                    | Título                  | Compositor(es)    | Vocais principais | Duração |  |
| 1.                     | "The Show Must Go On"   |                   | Gilmour           | 1:36    |  |
| 2.                     | "In the Flesh"          |                   | Waters            | 4:13    |  |
| 3.                     | "Run Like Hell"         | Gilmour, Waters   | Waters            | 4:19    |  |
| 4.                     | "Waiting for the Worms" |                   | Gilmour, Waters   | 4:04    |  |
| 5.                     | "Stop"                  |                   | Waters            | 0:30    |  |
| 6.                     | "The Trial"             | Bob Ezrin, Waters | Waters            | 5:13    |  |
| 7.                     | "Outside the Wall"      |                   | Waters            | 1:41    |  |

## Créditos
Pink Floyd
- Roger Waters – vocal, baixo, guitarra rítmica, sintetizadores, efeitos sonoros, coprodutor, design
- David Gilmour – guitarra solo, guitarra rítmica, vocal, baixo, sintetizadores, coprodutor
- Nick Mason – bateria, percussão
- Richard Wright – piano, órgão Hammond, piano elétrico, sintetizadores, pedais

Músicos convidados
- Bruce Johnston – backing vocals
- Toni Tennille – backing vocals
- Joe Chemay – backing vocals
- Jon Joyce – backing vocals
- Stan Farber – backing vocals
- Jim Haas – backing vocals
- Bob Ezrin – piano; órgão; sintetizadores; órgão; backing vocals; produtor; arranjo orquestral
- James Guthrie – percussão; sintetizador; efeitos sonoros
- Jeff Porcaro – bateria em "Mother"
- Crianças da Islington Green School – vocais em "Another Brick in the Wall Part II"
- Joe Porcaro, Blue Ocean & outros 34[91] – bateria em "Bring the Boys Back Home"
- Lee Ritenour – guitarra rítmica em "One of My Turns"
- Joe (Ron) di Blasi – violão em "Is There Anybody Out There?"
- Fred Mandel – órgão em "In The Flesh?" e "In the Flesh"
- Bobbye Hall – congas; bongos em "Run Like Hell"
- Frank Marrocco – concertina em "Outside the Wall"
- Larry Williams – clarinete em "Outside the Wall"
- Trevor Veitch – mandolin em "Outside the Wall"
- New York Orchestra – orquestra
- New York Opera – coral
- "Vicki & Clare" – backing vocals
- Harry Waters – voz da criança em "Goodbye Blue Sky"
- Chris Fitzmorris – voz masculina no telefone
- Trudy Young – voz da groupie
- Phil Taylor – efeitos de som

Equipe de produção
- Michael Kamen – arranjo orquestral
- James Guthrie – coprodutor; engenheiro
- Nick Griffiths – engenheiro
- Patrice Quef – engenheiro
- Brian Christian – engenheiro
- Rick Hart – engenheiro
- Doug Sax – mastering
- John McClure – engenheiro
- Phil Taylor – equipamento de som
- Gerald Scarfe – design

## Performance nas paradas
Álbum
| Parada (1979–80)                      | Melhor Posição |
| ------------------------------------- | -------------- |
| Alemanha (Offizielle Deutsche Charts) | 1              |
| Australia (Kent Music Report)         | 1              |
| Áustria (Ö3 Austria Top 40)           | 1              |
| Estados Unidos (Billboard 200)        | 1              |
| Nova Zelândia (RMNZ)                  | 1              |
| Noruega (VG-lista)                    | 1              |
| Países Baixos (Dutch Charts)          | 1              |
| Suécia (Sverigetopplistan)            | 1              |
| Reino Unido (UK Albums Chart)         | 3              |
| Parada (1990)                         | Melhor Posição |
| Países Baixos (Dutch Charts)          | 19             |
| Parada (2005–06)                      | Melhor Posição |
| Áustria (Ö3 Austria Top 40)           | 11             |
| Bélgica (Ultratop Flandres)           | 85             |
| Bélgica (Ultratop Valônia)            | 81             |
| Dinamarca (Hitlisten)                 | 19             |
| Espanha (PROMUSICAE)                  | 9              |
| Finlândia (Suomen virallinen lista)   | 21             |
| Itália (FIMI)                         | 13             |
| Suíça (Schweizer Hitparade)           | 29             |
| Parada (2011–12)                      | Melhor Posição |
| Alemanha (Offizielle Deutsche Charts) | 4              |
| Austrália (ARIA)                      | 20             |
| Áustria (Ö3 Austria Top 40)           | 15             |
| Bélgica (Ultratop Flandres)           | 44             |
| Bélgica (Ultratop Valônia)            | 20             |
| Dinamarca (Hitlisten)                 | 10             |
| Espanha (PROMUSICAE)                  | 15             |
| Finlândia (Suomen virallinen lista)   | 17             |
| França (SNEP)                         | 12             |
| Irlanda (IRMA)                        | 38             |
| Itália (FIMI)                         | 4              |
| Noruega (VG-lista)                    | 10             |
| Nova Zelândia (RMNZ)                  | 14             |
| Países Baixos (Dutch Charts)          | 15             |
| Polónia (ZPAV)                        | 11             |
| Portugal (AFP)                        | 10             |
| Reino Unido (UK Albums Chart)         | 22             |
| República Tcheca (ČNS IFPI)           | 7              |
| Suécia (Sverigetopplistan)            | 13             |
| Suíça (Schweizer Hitparade)           | 8              |
| Estados Unidos (Billboard 200)        | 17             |

Singles
| Data                   | Single                               | Parada                   | Posição | Fonte   |
| ---------------------- | ------------------------------------ | ------------------------ | ------- | ------- |
| 23 de Novembro de 1979 | "Another Brick in the Wall (Part 2)" | UK Top 40                | 1       | [ 123 ] |
| 7 de Janeiro de 1980   | "Another Brick in the Wall (Part 2)" | US Billboard Pop Singles | 1       | [ 75 ]  |
| 9 de Junho de 1980     | "Run Like Hell"                      | US Billboard Pop Singles | 53      | [ 75 ]  |
| Março de 1980          | "Another Brick in the Wall (Part 2)" | Norway's single chart    | 1       | [ 124 ] |

## Vendas
| País                | Certificação | Vendas     | Data da última certificação | Comentário                       | Fonte(s)        |
| ------------------- | ------------ | ---------- | --------------------------- | -------------------------------- | --------------- |
| Argentina           | Platina      | 200 000    | 23 de Agosto de 1999        |                                  | [ 125 ]         |
| Austrália           | 11× Platina  | 770 000    |                             |                                  | [ 126 ]         |
| Canadá              | 2× Diamante  | 2 000 000  | 31 de Agosto de 1995        |                                  | [ 127 ]         |
| França              | Diamante     | 1 340 100  | 1991                        |                                  | [ 128 ]         |
| Alemanha            | 4× Platina   | 1 750 000  | 1994                        |                                  | [ 129 ]         |
| Grécia              | Ouro         | 100 000    |                             |                                  | [ 130 ]         |
| Polônia             | Platina      |            | 29 de Outubro de 2003       |                                  | [ 131 ]         |
| Estados Unidos RIAA | 23× Platina  | 11 500 000 | 29 de Janeiro de 1999       | 8× Platina em 28 de Maio de 1991 | [ 132 ]         |
| EUA Soundscan       |              | 5 381 000  | 16 de Fevereiro de 2008     | Desde 1991 – Fevereiro de 2007   | [ 133 ] [ 134 ] |